# Tadeusz Adamski
Tadeusz Adamski (1922. – 2001.) je bivši poljski hokejaš na travi.
Na hokejaškom turniru na Olimpijskim igrama 1952. u Helsinkiju je bio pričuva poljskog sastava, koji je ispao u osmini završnice. 

## Vanjske poveznice
- Profil na Sports Reference.com  Arhivirana inačica izvorne stranice od 24. srpnja 2009. (Wayback Machine)